# C19orf81
C19orf81 (англ. Chromosome 19 open reading frame 81) – білок, який кодується однойменним геном, розташованим у людей на довгому плечі 19-ї хромосоми. Довжина поліпептидного ланцюга білка становить 198 амінокислот, а молекулярна маса — 22 444.
| 10         |  | 20         |  | 30         |  | 40         |  | 50         |
| ---------- |  | ---------- |  | ---------- |  | ---------- |  | ---------- |
| MQPEVEPVCF |  | PAMGSPTMHR |  | KAGALLMDLE |  | TPEEMQARSL |  | GRPIKSSKQY |
| LRQVIAEYEA |  | LDRELPCIRK |  | FPTPPASQPL |  | CLCMETLPEE |  | DFTHLEVLQA |
| LEAQLPGAME |  | SGRVSSIRFE |  | NMNVICGTAG |  | RRNRWLIAVT |  | DFQTRSRLLR |
| SGLSPRGLAH |  | QIVRHDDLLL |  | GDYRLHLRRS |  | LVRRRMLEAL |  | GAEPNEEA   |

A: Аланін

C: Цистеїн

D: Аспарагінова кислота

E: Глутамінова кислота

F: Фенілаланін

G: Гліцин

H: Гістидин

I: Ізолейцин

K: Лізин

L: Лейцин

M: Метіонін

N: Аспарагін

P: Пролін

Q: Глутамін

R: Аргінін

S: Серин

T: Треонін

V: Валін

W: Триптофан